# Kasteel van Palaminy
Het Kasteel van Palaminy (Frans: Château de Palaminy) is een kasteel in de Franse gemeente Palaminy. Het kasteel is een beschermd historisch monument sinds 1988.